# Kwalifikacja cząstkowa
Kwalifikacja cząstkowa (ang. partial qualification) – jeden z dwóch typów kwalifikacji zarejestrowanej, który nie jest kwalifikacją pełną. Kwalifikacje cząstkowe mogą być tworzone zarówno w systemach oświaty i szkolnictwa wyższego, jak i poza nimi, czyli można je zdobyć w ramach edukacji formalnej, jak i w ramach edukacji pozaformalnej. W przypadku kwalifikacji cząstkowych zakres wymaganych efektów uczenia się jest z zasady węższy niż w przypadku kwalifikacji pełnych. Na ogół kwalifikacje cząstkowe obejmują zestaw kompetencji związanych z określonym rodzajem działalności.
Kwalifikacje nadawane poza systemami oświaty i szkolnictwa wyższego funkcjonują na podstawie różnych ustaw lub innych regulacji różnej rangi ustanowionych przez rozmaite podmioty: samorządy zawodowe, organizacje, instytucje szkoleniowe. Są to wyłącznie kwalifikacje cząstkowe, które w żadnym wypadku nie mogą jednak stanowić alternatywy (zamienników) dla kwalifikacji pełnych, czyli wykształcenia.
W zintegrowanym systemie kwalifikacji kwalifikacjami cząstkowymi są m.in.:
- świadectwo potwierdzające kwalifikację w zawodzie,
- świadectwo ukończenia liceum,
- świadectwo ukończenia zasadniczej szkoły zawodowej,
- świadectwo ukończenia technikum,
- kwalifikacje uzyskiwane w ramach studiów podyplomowych.